# CRP Henri Tudor
Centre de recherche public Henri-Tudor, kort CRP Henri Tudor, er et forskningsinstitut med base i Luxembourg. Det blev oprettet i 1987, efter at der kom en lov om offentlig forskning tidligere samme år. Instituttet er opkaldt efter den luxembourgske ingeniør Henri Tudor.
CRP Henri Tudors vigtigste mission var at bidrage til forbedringen og styrkelsen af innovationskapaciteten hos private og offentlige virksomheder. 1. januar 2015 slog CRP Tudor og det lignende institut Centre de Recherche Public Gabriel Lippmann sig samme og dannede Luxembourg Institute of Science and Technology (LIST).
Blandt resultaterne fra CRP Henri Tudor er en metode til måling på og vurdering af it-processer, Tudor IT Process Assessment.